# Upatissa II
Upatissa II (a vegades Upatissa III al comptar al regent Upatissa com a rei; també Laimini Upatissa) fou rei d'Anuradhapura (Sri Lanka) vers el 525. Va assassinar al regicida Siva II i va ocupar el seu lloc.
Era ja un home gran quan va arribar al tron. Va nomenar a Silakala, cunyat de Moggallana I, com a comandant en cap de les forces militars. Per assegurar la seva fidelitat li va donar a la seva filla en matrimoni amb un gran dot. Pero Silakala aspirava al tron per a si mateix i es va dirigir a Ruhunu on va concentrar les seves force si va fer fins a vuit assalts a la capital Anuradhapura. En tots els casos fou rebutjat per les forces lleials manades pel príncep Kassapa, fill d'Upatissa. Cada derrota però, feia més determinat a Silakala per obtenir el seu objectiu. Finalment el novè intent va triomfar; els lleials al rei van lluitar durant set dies però al final foren derrotats i posats en fuita. Kassapa va decidir que era l'hora de posar final a la lluita; el seu pare era vell i mig cec, la població estava patint i els defensors derrotats i, per tant, va agafar al pare i mare i els va prendre per portar-los a un lloc segur que fou Merakandaraka, i allí aixecar un exèrcit per reprendre el combat. Els tres, acompanyats pels seus amics, van fugir de nit i van marxar a Malaya Rata; però els guies no coneixien be el camí i van vagar no lluny de la capital. Silakala va ser informat, els va perseguir i els va poder atrapar, rodejant-los; va seguir una terrible batalla. La majoria dels defensors del rei van caure i Kassapa per no caure viu en mans de l'enemic, va deixar al seu elefant a càrrec del seu conductor i es va tallar el coll. Upatissa encara ho va poder veure i poc després va caure tocat per una fletxa.